# Elisha
Elisha (von hebräisch אֱלִישָׁע ʾĔlîšāʿ „Gott hilft“) ist ein männlicher Vorname.

## Bibel
- Elisha ben Shaphat, ein Prophet der jüdischen Bibel
- Elisha ben Jawan, erster von drei Söhnen Jawans

## Weibliche Namensträger
- Elisha Cuthbert (* 1982), kanadische Schauspielerin

## Männliche Namensträger
- Elisha Abas (* 1971), israelischer Pianist
- Elisha Hunt Allen (1804–1883), US-amerikanischer Politiker
- Elisha Baxter (1827–1899), US-amerikanischer Jurist und Politiker
- Elisha Hume Brewster (1871–1946), US-amerikanischer Jurist und Politiker
- Elisha Brown (1717–1802), Vizegouverneur der Colony of Rhode Island and Providence Plantations
- Elisha Clark (1752–1838), Vermonter Veteran der Amerikanischen Revolution und Politiker
- Elisha Cook (1903–1995), US-amerikanischer Schauspieler
- Elisha Cooke (1637–1715), Arzt, Politiker und Geschäftsmann
- Elisha D. Cullen (1799–1862), US-amerikanischer Politiker
- Elisha Dyer (1811–1890), US-amerikanischer Politiker
- Elisha Dyer junior (1839–1906), US-amerikanischer Politiker
- Elisha Embree (1801–1863), US-amerikanischer Politiker
- Elisha P. Ferry (1825–1895), US-amerikanischer Politiker
- Elisha Gray (1835–1901), US-amerikanischer Lehrer, Erfinder und Unternehmer
- Elisha Haley (1776–1860), US-amerikanischer Politiker
- Elisha Harris (1791–1861), US-amerikanischer Politiker
- Elisha Huntington (1795–1865), US-amerikanischer Politiker
- Elisha Jenkins (1772–1848), US-amerikanischer Händler und Politiker
- Elisha P. Jewett (1801–1894), US-amerikanischer Geschäftsmann, Bankier und Politiker
- Elisha Kent Kane (1820–1857), US-amerikanischer Forscher, Entdecker und Arzt
- Elisha Lawrence (1746–1799), US-amerikanischer Politiker
- Elisha Litchfield (1785–1859), US-amerikanischer Jurist und Politiker
- Elisha Mathewson (1767–1853), US-amerikanischer Politiker
- Elisha W. McComas (≈1820–1890), US-amerikanischer Rechtsanwalt, Offizier, Redakteur, Schriftsteller und Politiker
- Elisha Tarus Meli (* 1988), kenianischer Langstreckenläufer
- Elisha E. Meredith (1848–1900), US-amerikanischer Politiker
- Elisha Obed (1952–2018), Boxer von den Bahamas
- Elisha Owusu (* 1997), französischer Fußballspieler
- Elisha Graves Otis (1811–1861), US-amerikanischer Erfinder
- Elisha Payne (1731–1807), Geschäftsmann und Politiker nach der Amerikanischen Revolution
- Elisha M. Pease (1812–1883), US-amerikanischer Politiker
- Elisha Phelps (1779–1847), US-amerikanischer Politiker
- Elisha Reynolds Potter (1764–1835), US-amerikanischer Politiker
- Elisha Reynolds Potter junior (1811–1882), US-amerikanischer Politiker
- Elisha Hunt Rhodes (1842–1917), Soldat und Tagebuchschreiber während des Amerikanischen Bürgerkrieges
- Elisha Scott (1893–1959), nordirischer Torhüter und Trainer
- Elisha Standiford (1831–1887), US-amerikanischer Politiker
- Elisha Whittlesey (1783–1863), US-amerikanischer Politiker
- Elisha J. Winter (1781–1849), US-amerikanischer Politiker

## Familienname
- Adrienne Elisha (1958–2017), US-amerikanische Komponistin
- Ehran Elisha, israelischer Jazz-Schlagzeuger